# DANCE BOX
『DANCE BOX』（ダンス・ボックス）は、中山美穂のリミックス・アルバム。1991年7月25日にキングレコードより発売された（CD: KICS-130）。

## 概要
帯コピー：これが '91 NAKAYAMA Re-Mix!!
前作のリミックス・アルバム『Makin' Dancin'』から3年をおいて発売された。収録曲によっては、アレンジが大幅に変更され原曲の痕跡がほとんど分からない程、かなり大胆なリミックスが施されているものもある。
パッケージはボックス仕様になっており、特典としてそれまでの中山のオリジナル・アルバムのジャケットがデザインされたミニ・スタンド・カレンダーが封入されている。
このアルバム単体での再発売はされていないが、2006年3月1日にリリースされた『Complete SINGLES BOX』のDISC-9に全曲が収録された。また、M-6「From COCKATOO」を除くシングル関連のリミックス曲は、2015年7月にリリースされた『30th Anniversary THE PERFECT SINGLES BOX』の各ディスクに収録された。

## 収録曲

### CD
| 全編曲: ATOM（井上ヨシマサ + 久保幹一郎）。 |                            |          |              |      |
| #                                           | タイトル                   | 作詞     | 作曲         | 時間 |
| 1.                                          | 「From WAKU WAKU SASETE」  | 松本隆   | 筒美京平     | 9:04 |
| 2.                                          | 「From Rosa」              | 一咲     | 井上ヨシマサ | 5:47 |
| 3.                                          | 「From CATCH ME」          | 角松敏生 | 角松敏生     | 5:59 |
| 4.                                          | 「From BE-BOP-HIGHSCHOOL」 | 松本隆   | 筒美京平     | 6:36 |
| 5.                                          | 「From mermaid」           | 康珍化   | CINDY        | 6:41 |
| 6.                                          | 「From COCKATOO」          | 中山美穂 | 尾関昌也     | 3:48 |